# 新富バイパス

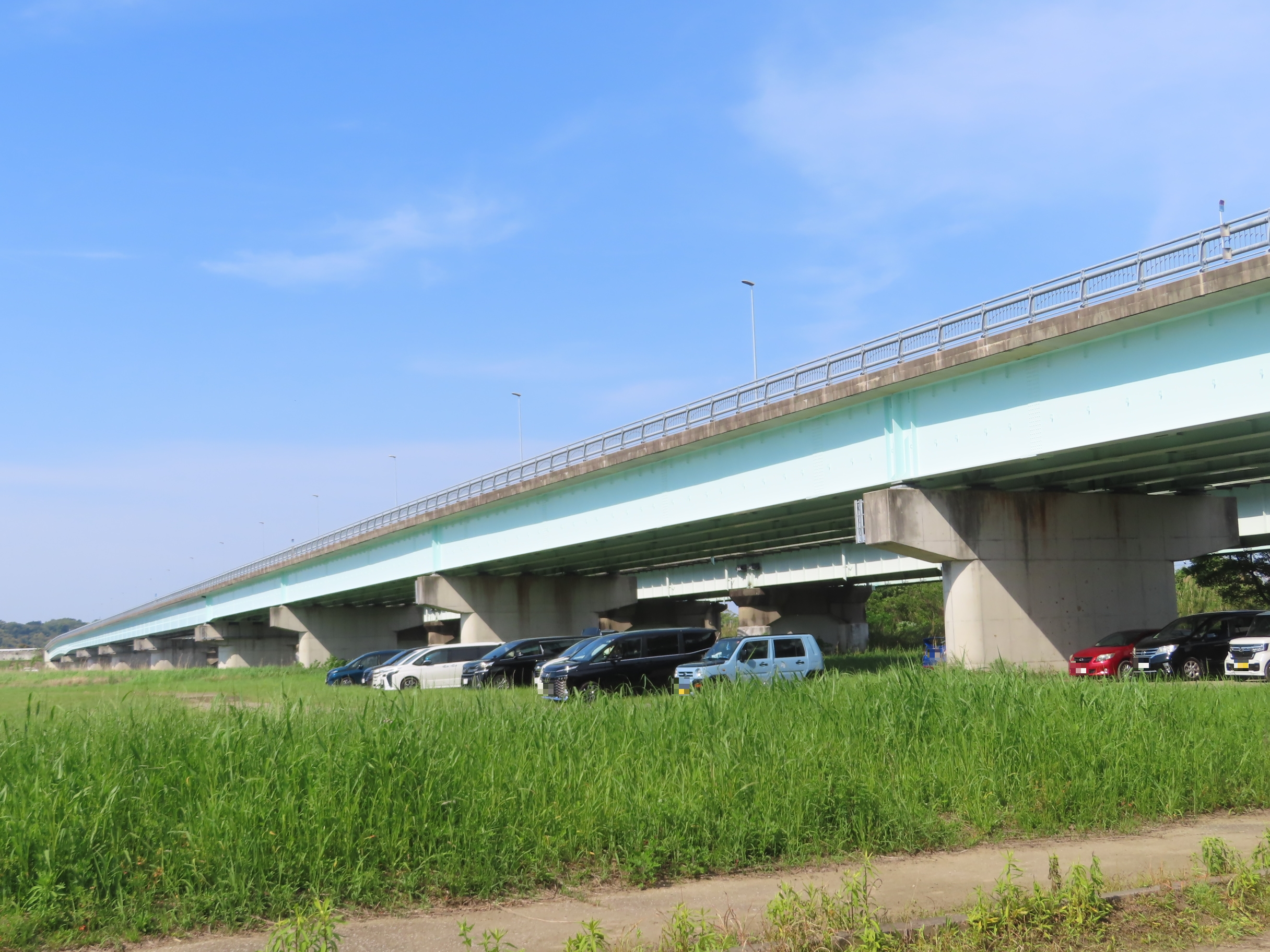
新富バイパスの一部を構成する日向大橋

新富バイパス（しんとみバイパス）は、宮崎県の児湯郡新富町から宮崎市佐土原町に至る全長約5kmの国道10号バイパスである。
起点から三納代交差点までの0.7 kmのみが対面通行供用となっているが、その他の区間は4車線化されている。

## 概要
- 起点 宮崎県児湯郡新富町日置
- 終点 宮崎県宮崎市佐土原町下田島
- 全長 4.8km
- 道路幅員 25.0m
- 車線数 暫定2車線（完成4車線）
- 車線幅員 3.5m

## 沿革
- 1954年3月31日 : 日向大橋完成
- 2017年12月27日 : 日向大橋区間（1.0km）の4車線化[3]。
- 2018年2月19日 : 田中地区（0.8km）の4車線化[1][2]。

## 参考
- 再評価結果（平成24年度事業継続箇所）事業名・一般国道10号 新富バイパス (PDF)  - 国土交通省道路局国道・防災課